# Stasera... che sera!/Io, Matia
Stasera... che sera!/Io, Matia è il primo singolo del gruppo italiano Matia Bazar, pubblicato dalla Ariston (catalogo AR 00669) nel marzo 1975, che anticipa l'album di debutto Matia Bazar 1 (1976).

## Il disco
A novembre raggiunge la 17ª posizione nella classifica delle vendite dei singoli italiani del 1975.
È il secondo ed ultimo singolo con il batterista Paolo Siani – stavolta come turnista – dopo il singolo d’esordio come solista di Antonella Ruggiero uscito l'anno prima.
L'anno dopo, i due brani sono inseriti nell'LP d'esordio Matia Bazar 1.

## I brani

### Stasera... che sera!
Stasera... che sera!, presente sul lato A del disco, è il brano con cui il gruppo partecipa alla 12ª edizione della manifestazione canora radiotelevisiva Un disco per l'estate, senza riuscire ad accedere alla fase finale di Saint Vincent. Il testo è scritto da Aldo Stellita, mentre la musica è composta da Carlo Marrale e Piero Cassano.

### Io, Matia
Io, Matia, presente sul lato B del disco, è un brano strumentale; già retro del singolo d'esordio come solista di Antonella Ruggiero (lato A: La strada del perdono), inciso dalla cantante l'anno prima con lo pseudonimo di "Matia".

## Tracce
Entrambi i brani sono editi dalle Edizioni musicali Ariston.

### Lato A
1. Stasera... che sera! (Un disco per l'estate 1975) – 3:25 (testo: Aldo Stellita – musica: Carlo Marrale, Piero Cassano)

### Lato B
1. Io, Matia (strumentale) – 3:50 (musica: Aldo Stellita, Piero Cassano)

## Formazione

### Gruppo
- Antonella Ruggiero – voce[7], vocalizzi, armonica[2], percussioni
- Piero Cassano – tastiere, cori[7]
- Carlo ‘bimbo’ Marrale – chitarra, voce[7]
- Aldo Stellita – basso, cori

### Altri musicisti
- Paolo Siani – batteria[12][13]

(Dall'intervista su Musica Leggera n°14, marzo 2011, pag.33)